# شكل ملتبس

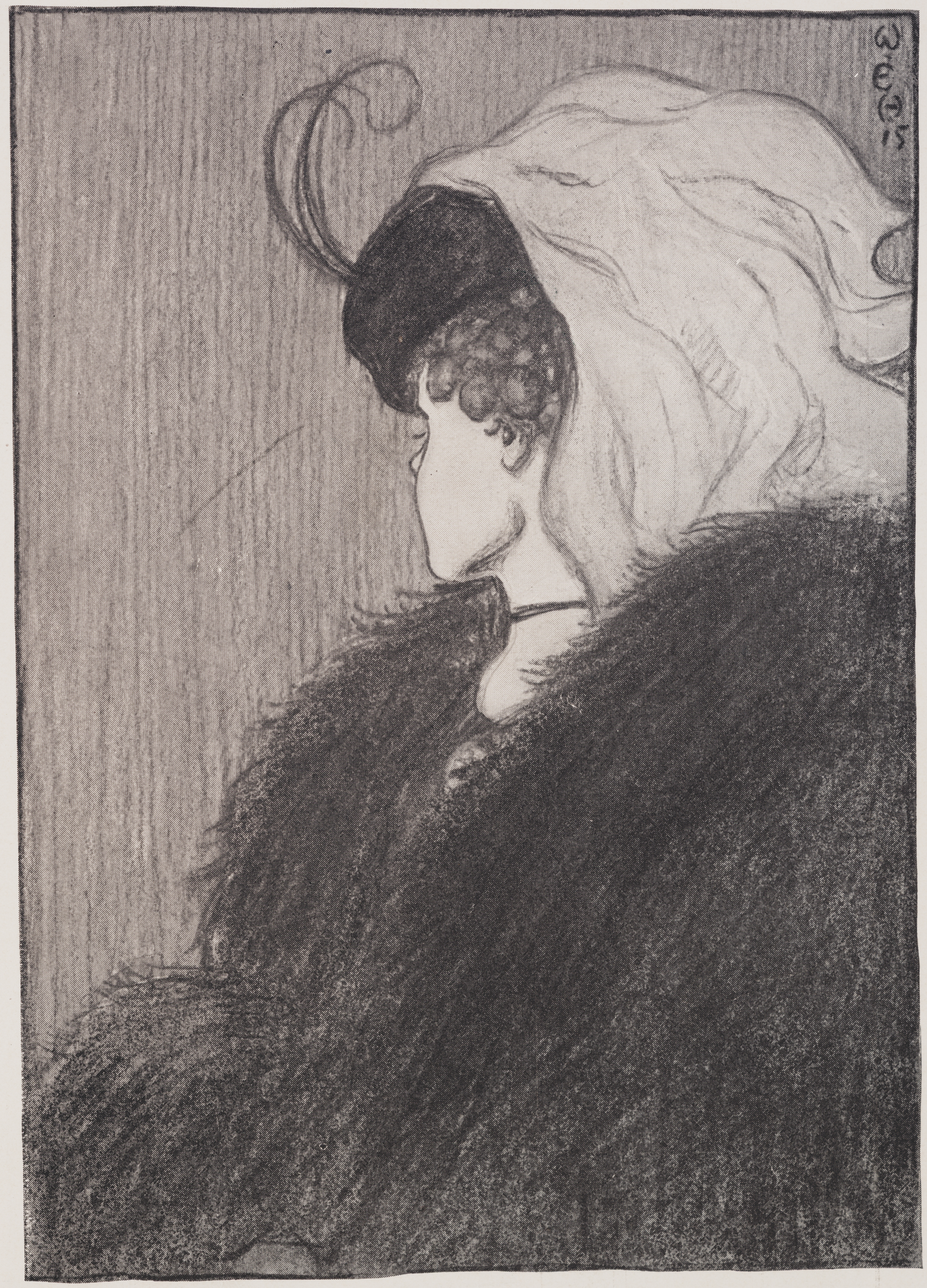
لوحة زوجتي وحماتي من عام 1915.

الشكل المعكوس أو الصورة الغامضة (بالإنجليزية: Reversible figure أو Ambiguous image) هو خداع بصري يتم تصميمه لخلق إدراك بصري غير مستقر، حيث يؤدي إلى تأرجح الناظر بين تفسيرين اثنين أو أكثر من التفسيرات المختلفة.
من أهم الأمثلة على ذلك: مكعب نيكر، تبليط rhombille (ينظر إليه على أنه منظور أيزومتري لشكل المعكب)، رسومات الشكل والأرضية، والأشكال المستحيلة.

## انظر أيضا

درج شرويدر، يظهر به الإنعكاس بالشكل.

## وصلات خارجية
- Sandlot Science – خداع بصري
- Archimedes' Lab – خداع بصري عبر لعبة البازلز
- صور غامضة مقلوبة